# Maraita
Maraita är en kommun i Honduras.   Den ligger i departementet Departamento de Francisco Morazán, i den södra delen av landet, 30 km sydost om huvudstaden Tegucigalpa. Antalet invånare är 5 513.